# دائرة مرين
دائرة مرين دائرة إدارية في ولاية سيدي بلعباس شمال غرب الجزائر. مركزها بلدية مرين (سيدي بلعباس) وتضم بلديات واد تاوريرة وتاودموت وتفسور.